# Імад Баба
Імад Баба (англ. Imad Baba, нар. 15 березня 1974, Амбел, Техас) — американський футболіст, що грав на позиції півзахисника.
Виступав за «Нью-Інгленд Революшн» та «Колорадо Репідс», а також провів один матч за національну збірну США.

## Клубна кар'єра
Батько Баби родом з Палестини, переїхав до Техасу, де і народився Імад. Він почав займатися футболом у школі і кілька разів був визнаний найкращим футболістом серед юніорів. У 1990 році Баба їздив на перегляд в англійський «Манчестер Юнайтед», але не зміг справити враження і повернувся в США. У 1993 році вступив в Клемсонський університет, де три роки виступав за футбольну команду навчального закладу — «Клемсон Тайгерз».
У 1996 році Імад був обраний на драфті клубом «Нью-Інгленд Революшн». Він провів в MLS за команду більше 100 матчів за п'ять сезонів. У 2000 році Баба був обміняний на Метта Око в «Колорадо Репідс», за команду якого виступав протягом 2000—2002 років. У 2002 році він вирішив завершити кар'єру гравця.

## Виступи за збірні
У 1989 році у складі юнацької команди США до 16 років Баба взяв участь у юнацькому чемпіонаті світу в Шотландії. На турнірі він зіграв у всіх матчах Бразилії, НДР та Австралії. У поєдинках проти німців і бразильців Імад забив по голу, але його команда зайняла лише 3-тє місце в групі і не вийшла в плей-оф.
У 1993 році у складі молодіжної збірної США Баба взяв участь у молодіжному чемпіонаті світу в Австралії. На турнірі він зіграв у чотирьох матчах і відзначився голом в поєдинку проти турків.
У 1995—1996 роках Баба захищав кольори олімпійської збірної США. У складі цієї команди 1995 року Імад виступав на Панамериканських іграх в Аргентині, а 1996 року — на домашніх Олімпійських іграх в Атланті, але на обох турнірах американцям не вдалося подолати груповий етап.
24 січня 1999 року Баба зіграв свій єдиний матч у складі національної збірної США, замінивши на 75 хвилині Едді Льюїса в товариському матчі проти збірної Болівії.